# Tumbaga

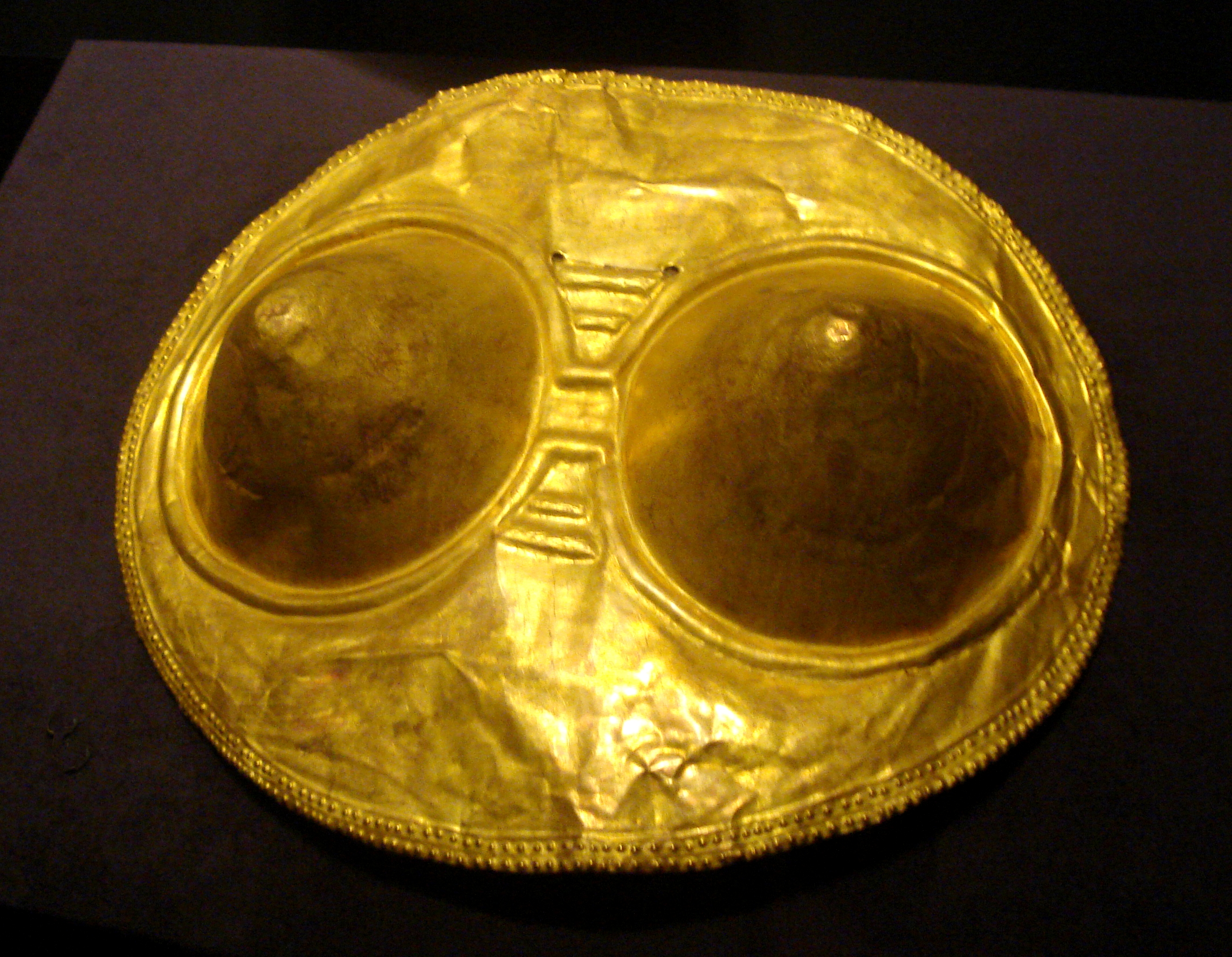
Een tumbaga borstplaat van de Quimbaya cultuur; 300-1600 na Chr.

Tumbaga  was de naam die de Spanjaarden gaven aan een niet-specifieke legering van goud en koper, die ze in wijdverbreid gebruik vonden in  precolumbiaans Meso-Amerika en Zuid-Amerika.

## Samenstelling en eigenschappen
Tumbaga is een legering die voornamelijk bestaat uit goud en koper. Het heeft een aanmerkelijk lager smeltpunt dan goud of koper alleen. Het is harder dan koper, maar behoudt zijn smeedbaarheid.
Tumbaga kan worden behandeld met een eenvoudig zuur, zoals citroenzuur, om het koper aan het oppervlak op te lossen. Wat overblijft is een glanzende laag van bijna zuiver goud boven op een hardere, duurzamere legering van koper-goud. Dit proces wordt ook wel aangeduid als mise en couleur.

## Gebruik en functie
Tumbaga werd op grote schaal gebruikt door de precolumbiaanse culturen van Midden-Amerika om religieuze objecten te maken. Net als de meeste goudlegeringen was tumbaga op vele manieren te verwerken, bijvoorbeeld gieten, hameren, drijven, polijsten of graveren.
Het aandeel van goud en koper in artefacten varieert sterk; er zijn stukken gevonden met wel 97% goud, terwijl anderen daarentegen 97% koper bevatten. Er is ook tumbaga gevonden, dat naast goud en koper is aangevuld met andere metalen, tot aan 18% van de totale massa van de legering.
In 1992 werden ongeveer 200 tumbaga staven teruggevonden in scheepswrakken voor Grand Bahama. Zij waren vervaardigd van het goud, koper en zilver,  dat was geroofd door de Spanjaarden tijdens de veroveringen van Hernan Cortez en Francisco Pizarro, en haastig in lingots van tumbaga waren gesmolten voor vervoer over de Atlantische Oceaan. Omdat lingots in Spanje werden gezuiverd, zijn de baren uit dit scheepswrak de enig bekende overgeleverde baren van tumbaga.
Tumbaga voorwerpen werden vaak gemaakt met behulp van de verloren was-techniek, en de gebruikte legering was een mengsel van koper, goud en zilver. Zodra het object uit de vorm werd genomen werd het verhit, en als gevolg daarvan oxideerde het koper aan  het oppervlak, waarna het koperoxide werd verwijderd. Het object werd vervolgens in een oxiderende oplossing  gelegd, die, naar men aanneemt, natriumchloride (zout) en ijzer(III)sulfaat bevatte. Dit proces verwijderde door middel van oxidatie het zilver uit het oppervlak van het object, zodat alleen het goud achterbleef. Door een microscoop kan men de lege plekken zien waar de elementen koper en zilver werden verwijderd.